# Cerapteryx obsoleta
Cerapteryx obsoleta là một loài bướm đêm trong họ Noctuidae.